# Marc Goua
Mahan Marc Goua (ur. 2 listopada 1989 w Anyamie) – iworyjski piłkarz grający na pozycji prawego obrońcy. Od 2018 jest zawodnikiem klubu SC Gagnoa.

## Kariera klubowa
Swoją piłkarską karierę Goua rozpoczął w klubie Séwé Sport San-Pédro. W sezonie 2007 zadebiutował w jego barwach w pierwszej lidze iworyjskiej. W 2012 roku wywalczył z nim mistrzostwo kraju. W 2012 roku przeszedł do ASEC Mimosas. Grał w nim do 2016 roku. Dwukrotnie wywalczył z nim wicemistrzostwo Wybrzeża Kości Słoniowej w sezonach 2012/2013 i 2014/2015 oraz zdobył dwa Puchary Wybrzeża Kości Słoniowej w latach 2013 i 2014. W sezonie 2016/2017 znów grał w Séwé Sport. W 2018 przeszedł do SC Gagnoa. W sezonie 2021/2022 został z nim wicemistrzem kraju.

## Kariera reprezentacyjna
W reprezentacji Wybrzeża Kości Słoniowej Goua zadebiutował 6 lipca 2013 w przegranym 1:4 meczu Mistrzostw Narodów Afryki 2014 z Nigerią, rozegranym w Kadunie. Od 2013 do 2017 roku wystąpił w kadrze narodowej 11 razy.